# Joggling

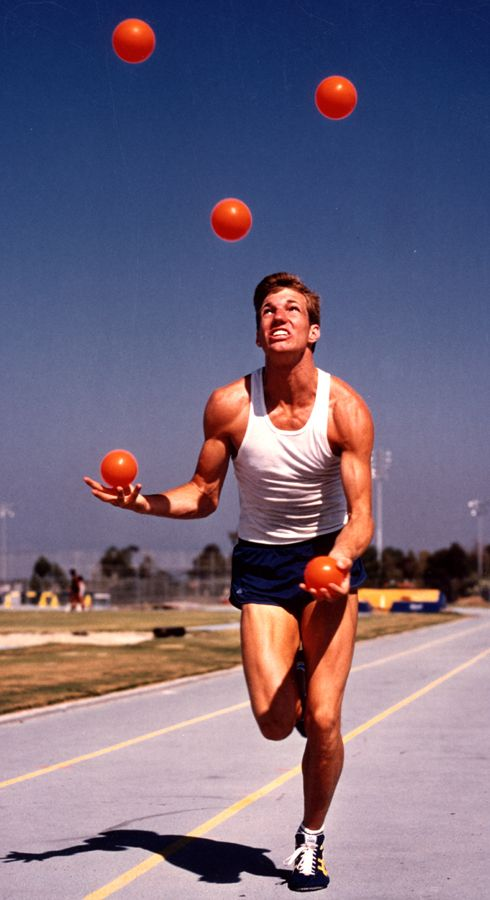
Tweevoudig Guinness World Record-houder Owen Morse tijdens het International Jugglers' Association festival in 1988.

Joggling is een sport waarbij men tijdens het hardlopen jongleert (of tijdens het jongleren hardloopt). De naam is een porte-manteauwoord, een samenvoeging van de Engelse woorden "juggling" (jongleren) en "jogging" (hardlopen). Mensen die de sport beoefenen worden jogglers genoemd.

## Materiaal
Naast hardloopkleding heeft een joggler iets nodig om mee te jongleren. Dit kunnen bijvoorbeeld jongleerballen of kegels zijn. Standaard gebruikt men 3 objecten in een zogenaamd cascade-patroon, maar er zijn ook wedstrijden met 5 en zelfs 7 ballen.

## Regels
De regels van joggling zijn als volgt:
1. Tijdens het hardlopen moet te allen tijde een jongleerpatroon te zien zijn.
2. Als een jongleerobject valt moet de joggler terugkeren naar het punt waar dit gebeurde.

## Geschiedenis
Jongleur en hardloper Bill Giduz is de bedenker van deze sport. Tijdens een hardlooptraining werd hij uitgedaagd om de twee sporten te combineren. Dit bleek zeer goed te passen, de armbewegingen van hardlopen passen precies in het arm ritme van jongleren. Bill Giduz was tevens lid van de IJA (International Jugglers' Association). Tijdens een jaarlijks IJA festival besloot Bill de eerste jogglingwedstrijden te houden, de 3 ballen 100 meter en 3 ballen 1 Engelse mijl. Tegenwoordig is joggling een vast onderdeel bij de wereldkampioenschappen jongleren.

## IJA records
| Afstand (in meters) | Aantal objecten | Naam                                                           | Tijd  | Jaar |
| ------------------- | --------------- | -------------------------------------------------------------- | ----- | ---- |
| 100                 | 7               | Lauge Benjaminsen                                              | 58,4  | 2010 |
| 100                 | 5               | Albert Lucas                                                   | 15,5  | 2002 |
| 100                 | 3               | Owen Morse                                                     | 11,9  | 1988 |
| 200                 | 3               | Chris Essick                                                   | 26,5  | 2002 |
| 400                 | 3               | Owen Morse                                                     | 57,4  | 1990 |
| 800                 | 3               | Eric Walter                                                    | 2:13  | 2011 |
| 1600                | 3               | Kirk Swenson                                                   | 4:44  | 1986 |
| 5k                  | 3               | Mike Hebebrand                                                 | 17:37 | 1990 |
| 4 x 100             | 3               | Chris Lovdal, Eric Walter, Tyler Wishau, Charles Schweitzer    | 55,8  | 2011 |
| 4 x 400             | 3               | Team Exerball (Albert Lucas, Owen Morse, Jon Wee, Tuey Wilson) | 3:57  | 1990 |

| Afstand (in meters) | Aantal objecten | Naam                                                           | Tijd  | Jaar |
| ------------------- | --------------- | -------------------------------------------------------------- | ----- | ---- |
| 100                 | 7               | Meagan Nouis                                                   | 3:06  | 2010 |
| 100                 | 5               | Heather Marriott                                               | 42,8  | 2002 |
| 100                 | 3               | Lana Bolin                                                     | 14,9  | 2000 |
| 200                 | 3               | Trish Evans                                                    | 31,8  | 2011 |
| 400                 | 3               | Christa Rypins                                                 | 1:16  | 1990 |
| 800                 | 3               | Trish Evans                                                    | 2:45  | 2011 |
| 1600                | 3               | Gabrielle Foran                                                | 5:58  | 2013 |
| 5k                  | 3               | Trish Evans                                                    | 21:46 | 1997 |
| 4 x 100             | 3               | Flamingo Club (L. Kaseman, D. Finnigan, B. Kresser, B. Neeser) | 1:21  | 2004 |
| 4 x 400             | 3               | Rice, Roy, Finnigan, Harr                                      | 6:11  | 2006 |

Er is ook veel media-aandacht geweest rondom het 'gevecht' om de titel van snelste joggling marathon tussen de Canadees Michal Kapral en Amerikaan Zach Warren:
| Tijd    | Datum          | Locatie             | Naam                              |
| ------- | -------------- | ------------------- | --------------------------------- |
| 2:50:9  | September 2007 | Toronto             | Michal Kapral (Canada)            |
| 2:52:15 | November 2006  | Philadelphia        | Zach Warren (Verenigde Staten)    |
| 2:57:39 | September 2006 | Toronto             | Michal Kapral (Canada)            |
| 2:58:23 | April 2006     | Boston              | Zach Warren (Verenigde Staten)    |
| 3:06:45 | April 2006     | Boston              | Michal Kapral (Canada)            |
| 3:07:5  | November 2005  | Philadelphia, PA    | Zach Warren (Verenigde Staten)    |
| 3:07:46 | September 2005 | Toronto, Canada     | Michal Kapral (Canada)            |
| 3:20:49 | Augustus 2000  | Karlsruhe, Germany  | Paul-Erik Lillholm (Noorwegen)    |
| 3:22    | 1988           | Salmon River, Idaho | Ashrita Furman (Verenigde Staten) |
| 4:04    | 1987           | Los Angeles, CA     | Albert Lucas (Verenigde Staten)   |